# Еврейский комитет (1802—1806)
Еврейский комитет 1802 года — учреждение в Российской империи, состоящее из высших представителей российской власти, созывавшиеся с целью пересмотра законов о евреях.

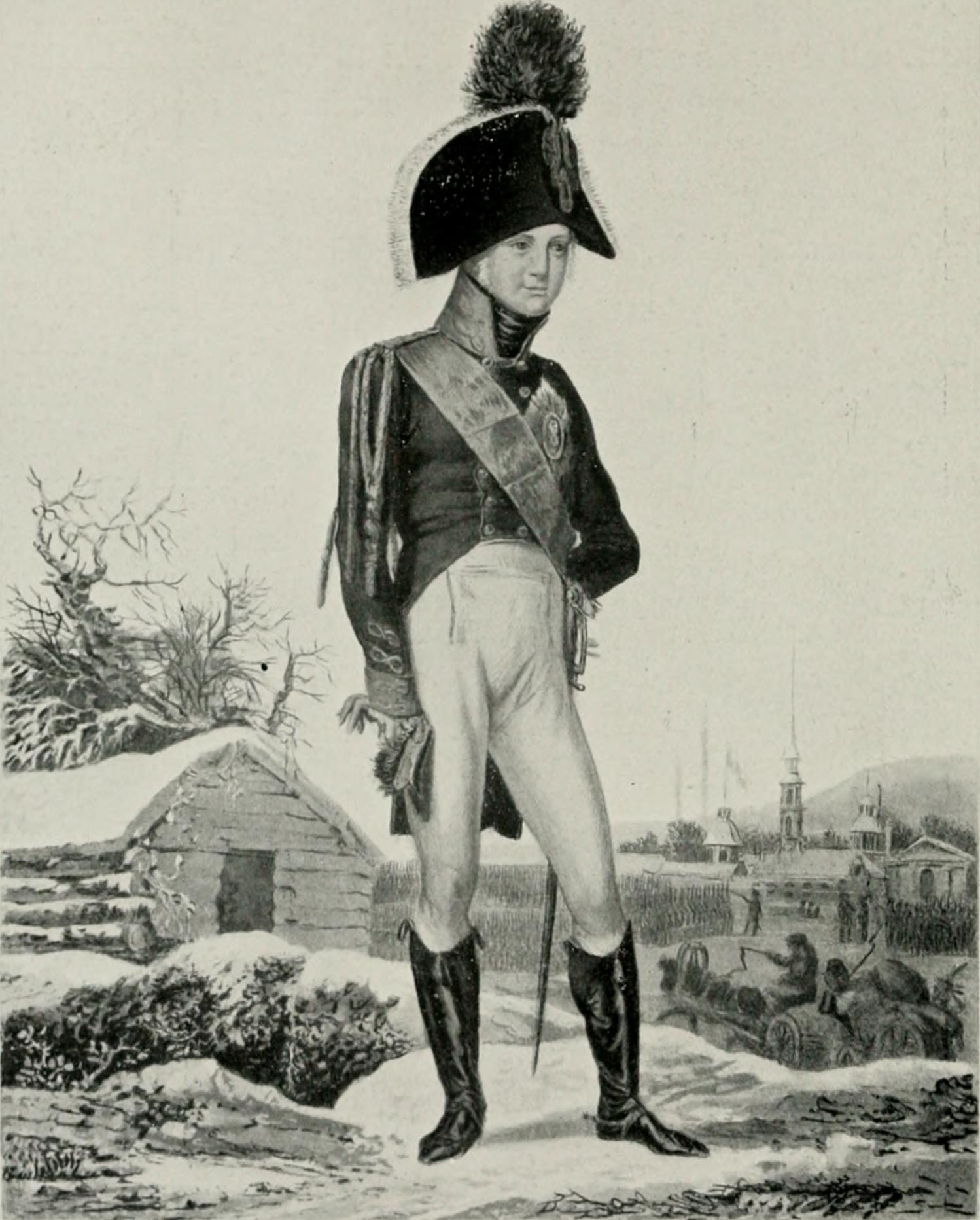
Александр I — основатель ЕК

Иначе именовавался «Комитет, для составления положения о евреях учрежденный» (во всеподданнейшем докладе комитета), или «Комитет о благоустройстве евреев» (в исторической литературе также упоминается как «Первый еврейский комитет»), был образован в силу Высочайшего Указа императора Александра I Правительствующему Сенату от 9 (21) ноября 1802 года, коим было постановлено перенести рассмотрение «Мнения» Державина о реформе еврейского быта из третьего департамента сената в особый Комитет, которому было поручено вообще все дело о еврейской реформе. Русский монарх учредил данный Комитет в связи с многочисленными жалобами императору и Сенату «на разные злоупотребления и беспорядки во вред земледелия и промышленности обывателей в тех губерниях, где евреи обитают».
В состав Комитета вошли: граф В. А. Зубов, министр внутренних дел граф В. П. Кочубей, министр юстиции Г. Р. Державин, позже замененный князем П. В. Лопухиным, сенатор граф С. О. Потоцкий и товарищ министерства иностранных дел князь А. К. Чарторыжский. Близкое участие в делах комитета принял известный государственный деятель Сперанский. В обсуждении вопросов реформы участвовали также еврейские депутаты — одни по приглашению членов Комитета (из коих известен Нота Хаймович Ноткин), другие — по избранию еврейскими обществами.
В сентябре 1803 года Комитет составил документ, где говорилось, что никакие насильственные меры не могут привести к цели — «сколь можно меньше запрещений, сколь можно более свободы…»; но всеподданнейший доклад, представленный в октябре 1804 года, носил уже иной характер, и результат деятельности Комитета, «Положение о евреях 1804 года», заключало тяжкие насильственные меры. Доклад Комитета был полностью напечатан князем Н. Н. Голицыным в его книге «История русского законодательства о евреях». Доклад имеется также в делах Сената — дело Императорского Первого департамента (1804 год, № 423, «О евреях»).
Сохранилась опись дел, материалами которых Еврейский комитет воспользовался при разработке Положения; некоторые из этих дел были использованы в книге Ю. И. Гессена «Евреи в России». Журнал Комитета за сентябрь 1803 года вошел своей частью во всеподданнейший доклад Комитета 1809 года, напечатанный в «Русском архиве» за 1903 год, книга II.
С 1805 по 1806 год Комитет практически бездействовал, и потому по распоряжению императора 24 августа (5 сентября) 1806 года был упразднён и практически одновременно с этим был создан новый Еврейский комитет.